# Wieża ciśnień w Svaneke

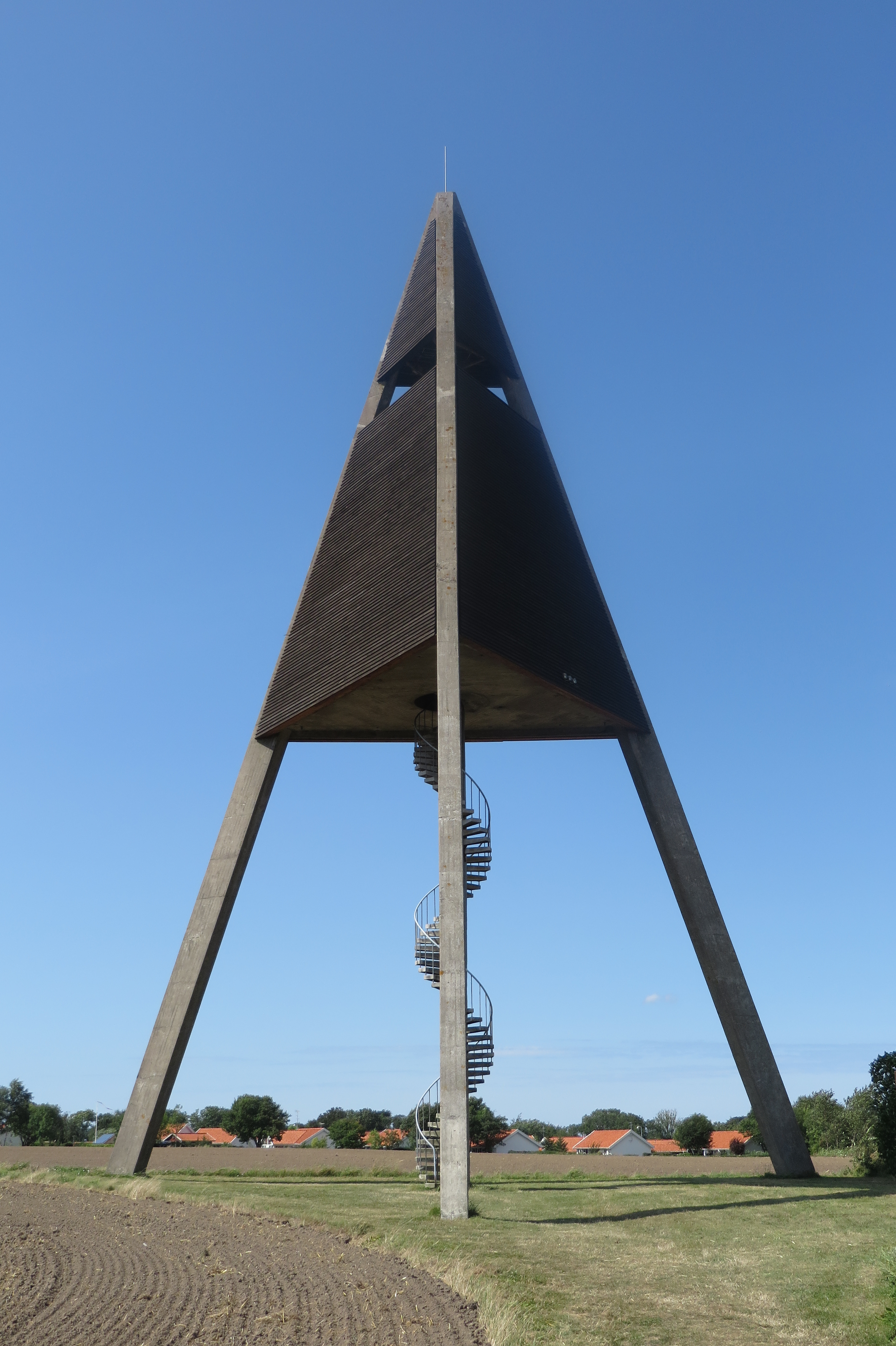
Wieża ciśnień w Svaneke

Wieża ciśnień w Svaneke – wieża ciśnień (duń. vandtårn) znajdująca się w Svaneke, małej portowej miejscowości na Bornholmie, zbudowana w 1952 roku. Została zaprojektowana przez duńskiego architekta Jørna Utzona (1918–2008) – twórcę projektu słynnego budynku Opery w Sydney. Jest zbudowana z betonu, ma wysokość 29 metrów, a zbiornik o pojemności 120 m³ jest umieszczony na trzech pochylonych betonowych podporach. Jej oryginalny wygląd nawiązujący do kształtu znaków nawigacyjnych budził na początku kontrowersje i protesty, ale obecnie wieża ta stanowi jedną z atrakcji turystycznych wyspy.
Wizerunek tej budowli umieszczono na rewersie okolicznościowej monety 20-koronowej, wydanej przez duński bank narodowy w 2004 roku.

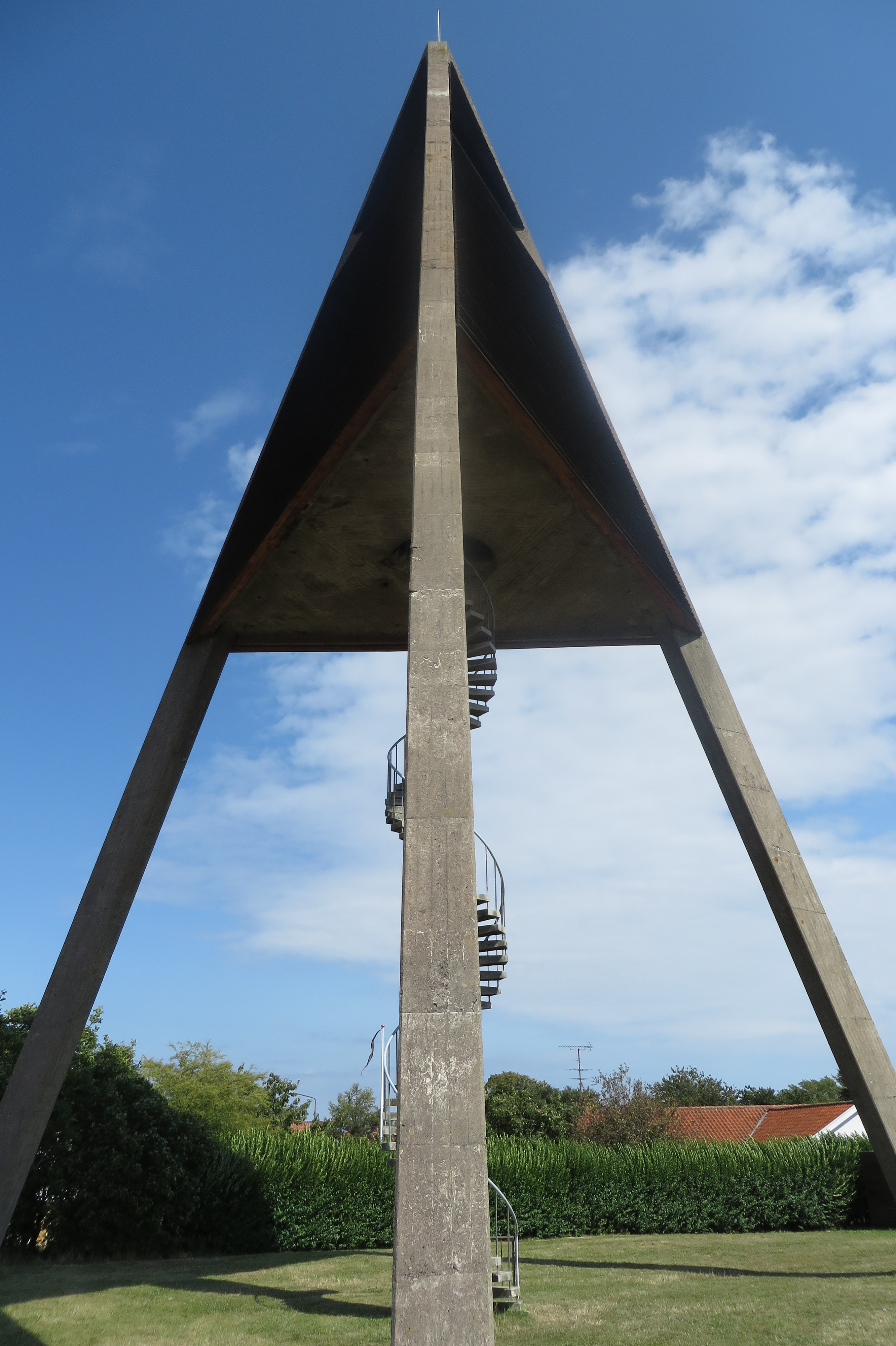
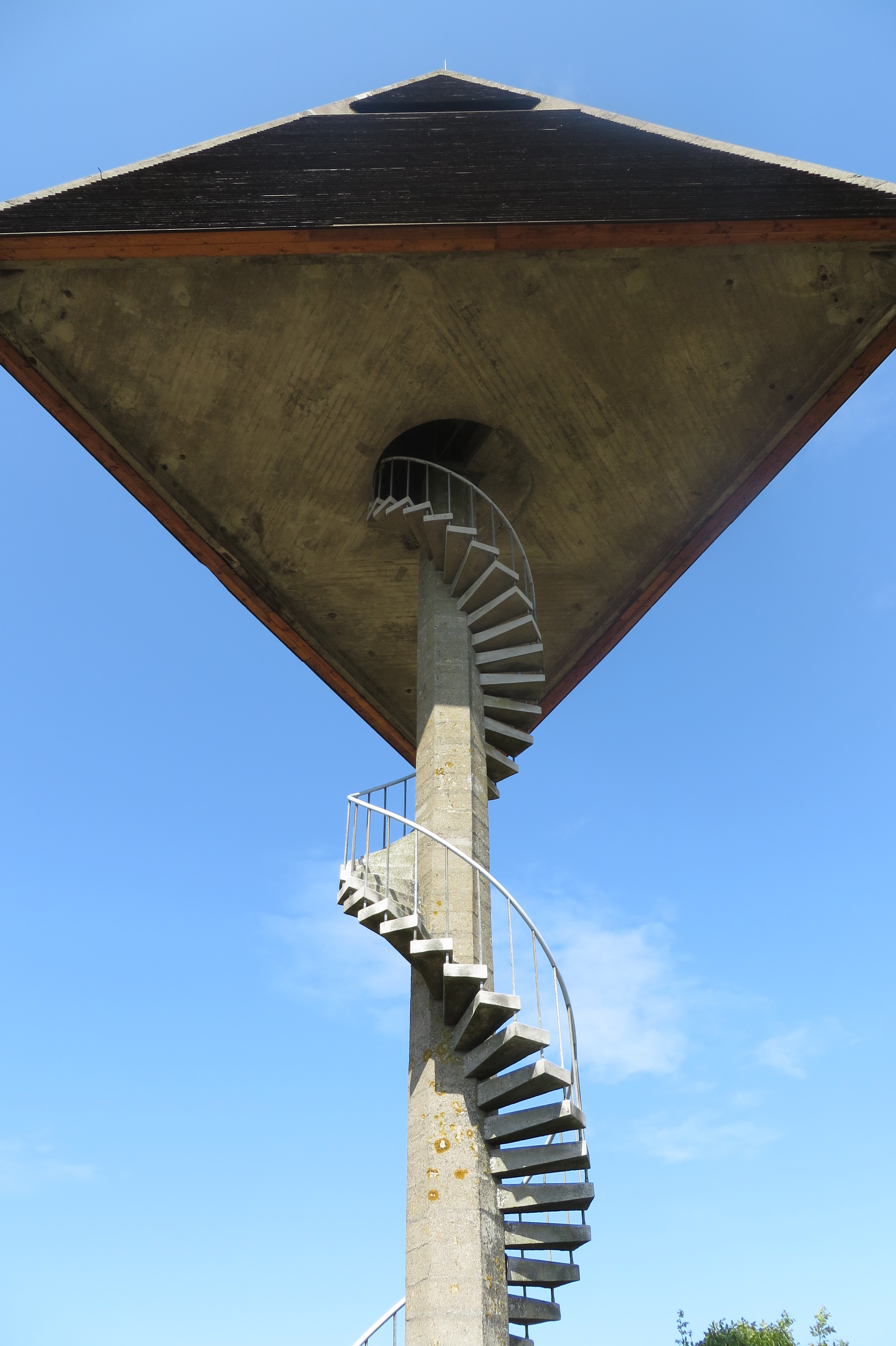
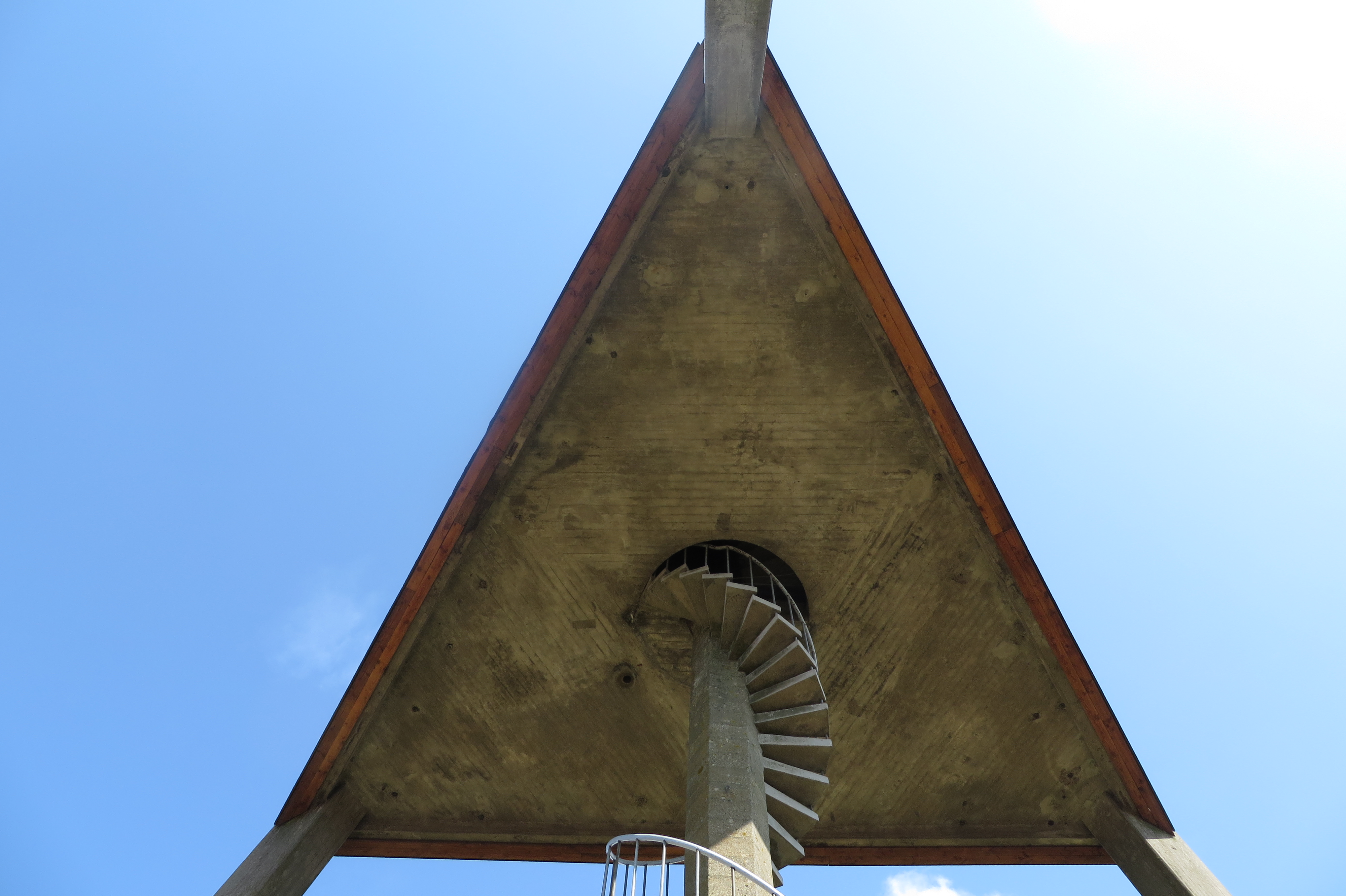